# David F. Friedman
David F. Friedman   (Birmingham, 24 de desembre de 1923 - Anniston, 14 de febrer de 2011) va ser un cineasta i productor de cinema estatunidenc més conegut per les seves pel·lícules B, pel·lícules d'explotació, nudie cuties i sexplotació.

## Vida i carrera
Friedman es va interessar per l'entreteniment per primera vegada després de passar part de la seva infància a Birmingham i Anniston, Alabama, viatjant a llocs de carnaval. Va treballar com a projeccionista de cinema a Buffalo abans de servir a l'exèrcit dels EUA durant la Segona Guerra Mundial.
Va conèixer el pioner de la pel·lícula d'explotació Kroger Babb durant el seu servei a l'exèrcit. Aquesta trobada el va fer interessar pel cinema. Després va treballar com a màrqueting regional per a Paramount, i va sentir els diners en la distribució independent.
Va fundar la seva pròpia empresa a la dècada de 1950, que va produir principalment pel·lícules anomenades "nudie cutie" com ara Goldilocks and The Three Bares, rodades a colonies nudistes, pel·lícules que eren el més semblant a la pornografia legalment disponible en aquell moment. Aquesta tendència va ser seguida pels gèneres sexplotació i "roughie", que representaven sexe simulat amb un punt més violent, sovint relacionat amb l'horror o el crim. Alguns exemples dels roughies de Friedman són The Defilers (1965), The Lustful Turk (1968), The Head Mistress (1968) i The Adult Version of Jekyll and Hide (1971, dirigida per Byron Mabe). Dirigint una d'aquestes pel·lícules, Friedman va començar la seva relació de treball amb el professor i cineasta de Chicago Herschell Gordon Lewis.
Friedman va produir la pel·lícula de 1963 d'aquest últim Blood Feast, una pel·lícula d'explotació estatunidenca sovint considerada la primera "pel·lícula gore" o splatter. També va ser el productor de dues de les primeres pel·lícules de nazisploitation, Love Camp 7 (1969) i Ilsa, She Wolf of the SS (1974), pel qual no va utilitzar el seu nom real i va ser acreditat com Herman Traeger.
Amb l'arribada del porno hardcore com a factor comercial a mitjans de la dècada de 1970, Friedman va començar a frenar la seva producció. El seu lema era "Ven el xip, no el bistec" i no permetria que es mostréssin relacions sexuals reals a les seves pel·lícules. Tot i així, va ser president de l'Adult Film Association of America, una associació comercial de productors de porno dur.
A principis de la dècada de 1990, Something Weird Video de Seattle, propietat de Mike Vraney, va començar a reeditar gran part del treball de Friedman en videocassette, aconseguint captar l'atenció d'una nova generació de col·leccionistes d'explotació isèrie B. Es pot escoltar a la pista de comentaris d'àudio d'alguns dels llançaments de la companyia. El 1997, Friedman va aparèixer en un llarg segment del llargmetratge documental Hollywood Rated "R" i en el documental de mitja hora David Friedman, Portrait of an Exploiteer, en els quals recorre tota la seva carrera i la història de les pel·lícules d'explotació a Amèrica. L'any 2000 Friedman va aparèixer al costat dels cineastes de culte Roger Corman, Doris Wishman, Harry Novak i altres al documental SCHLOCK! The Secret History of American Movies, una pel·lícula sobre l'auge i la caiguda del cinema d'explotació nord-americà.
El 1990 Friedman va publicar la seva autobiografia, A Youth in Babylon: Confessions of a Trash-Film King. Es va mantenir orgullós de la seva obra cinematogràfica: "I vaig fer algunes fotos terribles, però no demano disculpes per res del que he fet mai. Ningú mai va demanar que els tornessin els diners".
El 2001 va protagonitzar el documental Mau Mau Sex Sex amb el soci de negocis Dan Sonney.
Friedman va morir a Anniston (Alabama) el 14 de febrer de 2011, a l'edat de 87 anys.